# 中津昌子
中津 昌子（なかつ まさこ、1955年9月 - ）は、歌人。京都府出身。東京女子大学卒業。1987年「歌林の会」入会。馬場あき子に師事。1991年、「風を残せり」30首で第6回短歌現代新人賞。1994年、『風を残せり』で第20回現代歌人集会賞。アメリカ・メリーランド州在住などを経て、京都市在住。

## 著書

### 歌集
- 第1歌集『風を残せり』（短歌新聞社、1993年）
- 第2歌集『遊園』（雁書館、1997年）
- 第3歌集『夏は終はつた』（青幻舎、2005年）
- 第4歌集『芝の雨』（角川書店、2009年）
- 第5歌集『むかれなかった林檎のために』（砂子屋書房、2015年）
- 第6歌集『記憶の椅子』（角川文化振興財団、2021年）

## 受賞歴
- 1991年　「風を残せり」で第6回短歌現代新人賞
- 1994年　『風を残せり』で第20回現代歌人集会賞[2]